# Smurfar (film)
Smurfar (engelska: Smurfs) är en amerikansk otecknad/animerad musikal-komedifilm från 2025. Filmen är baserad på den tecknade serien Smurfarna skapad av Peyo, och är regisserad av Chris Miller, med manus skrivet av Pam Brady. 
Filmen hade biopremiär i Sverige den 16 juli 2025, utgiven av Paramount Pictures.

## Handling
När Gammelsmurfen mystiskt blir kidnappad av de onda trollkarlarna Razamel och Gargamel, leder Smurfan smurfarna på ett uppdrag till den verkliga världen för att rädda honom. Med hjälp av nya vänner, måste Smurfarna upptäcka vad som definierar deras öde att rädda universum.

## Rollista (i urval)
| Roll          | Originalröster | Svenska röster  |
| ------------- | -------------- | --------------- |
| Smurfan       | Rihanna        | Lisa Ajax       |
| Namnlös       | James Corden   | Daniel Norberg  |
| Gargamel      | JP Karliak     | Per Andersson   |
| Razamel       | JP Karliak     | Per Andersson   |
| Gammelsmurfen | John Goodman   | Dan Ekborg      |
| Ken           | Nick Offerman  | Magnus Rongedal |

## Produktion
Paramount Pictures och Nickelodeon Movies hade redan under 2000-talet en animerad Smurfarna-film under utveckling med producenten Jordan Kerner. Men det resulterade inte i någon film och så småningom förvärvades filmrättigheterna av Sony Pictures Animation, för att de skulle kunna utveckla deras egna live-action/CGI hybridfilm 2011, följt av en uppföljare 2013 och en helt animerad film, Smurfarna: Den försvunna byn, 2017.

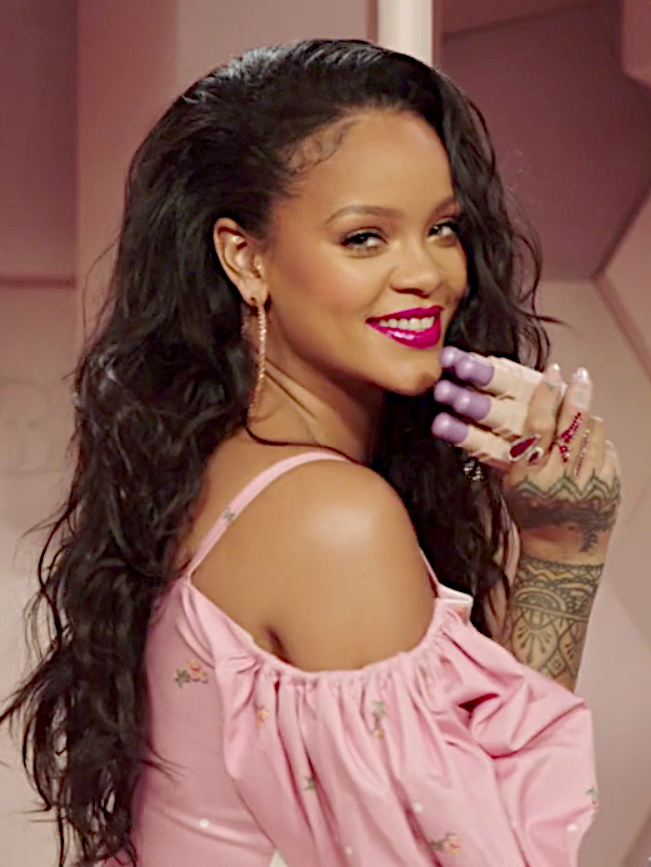
Rihanna är involverad i filmens produktion som medproducent, rösten till Smurfan och som medförfattare till låtar som presenteras i filmen.

I februari 2022 rapporterades det att LAFIG Belgium och IMPS (nu känt som Peyo Company), ägarna till varumärket Smurfarna, hade kommit överens om ett partnerskap med Paramount Animation och Nickelodeon Movies för att producera flera animerade Smurfarfilmer, med en musikal som det första projektet. Pam Brady fick jobbet med att skriva manus och produktionen skulle börja senare samma år. I juni 2022 tillkännagavs att den tidigare DreamWorks Animation-veteranen Chris Miller hade anställts för att regissera filmen. I april 2023 fick Rihanna rollen som Smurfan, och skulle även agera som producent genom att skriva och spela in originallåtar för filmen. Titeln avslöjades officiellt som The Smurfs Movie under CinemaCon i april 2024. Matt Landon är medregissör för filmen.
Den 19 maj 2025 tillkännagavs det att Henry Jackman skulle komponera filmens musik, efter att tidigare ha samarbetat med regissören Chris Miller på Dreamworks Animation-filmen Mästerkatten (2011).

### Skådespelare
I april 2024, under CinemaCon, tillkännagavs det att Nick Offerman, Natasha Lyonne, JP Karliak, Dan Levy, Amy Sedaris, Nick Kroll, James Corden, Octavia Spencer, Hannah Waddingham, Sandra Oh, Alex Winter, Billie Lourd, Xolo Maridueña, Kurt Russell och John Goodman skulle ha röstroller i filmen.

### Animation
Filmens animationstjänster tillhandahålls av Cinesite. Animationsstilen hämtar stort inflytande från Peyos originalserier, där konstnärens teckningar inspirerade många av de kreativa valen som togs med filmens utseende.